# Danh sách xã thuộc tỉnh Đắk Nông
Tính đến ngày 1 tháng 1 năm 2020, tỉnh Đắk Nông có 71 đơn vị hành chính cấp xã, trong đó có 60 xã.
Dưới đây là danh các xã thuộc tỉnh Đắk Nông hiện nay.
| Xã          | Trực thuộc          | Diện tích (km²) | Dân số (người) | Mật độ dân số (người/km²) | Thành lập |
| ----------- | ------------------- | --------------- | -------------- | ------------------------- | --------- |
| Buôn Choáh  | Huyện Krông Nô      |                 |                |                           |           |
| Cư Knia     | Huyện Cư Jút        |                 |                |                           |           |
| Đạo Nghĩa   | Huyện Đắk R'lấp     |                 |                |                           |           |
| Đắk Buk So  | Huyện Tuy Đức       |                 |                |                           |           |
| Đắk D'rông  | Huyện Cư Jút        |                 |                |                           |           |
| Đắk Drô     | Huyện Krông Nô      |                 |                |                           |           |
| Đắk Gằn     | Huyện Đắk Mil       |                 |                |                           |           |
| Đắk Ha      | Huyện Đắk Glong     |                 |                |                           |           |
| Đắk Hòa     | Huyện Đắk Song      |                 |                |                           |           |
| Đắk Lao     | Huyện Đắk Mil       |                 |                |                           |           |
| Đắk Môl     | Huyện Đắk Song      |                 |                |                           |           |
| Đắk N'Drót  | Huyện Đắk Mil       |                 |                |                           |           |
| Đắk N'Drung | Huyện Đắk Song      |                 |                |                           |           |
| Đắk Nang    | Huyện Krông Nô      |                 |                |                           |           |
| Đắk Ngo     | Huyện Tuy Đức       |                 |                |                           |           |
| Đắk Nia     | Thành phố Gia Nghĩa | 110,38          |                |                           |           |
| Đắk Plao    | Huyện Đắk Glong     |                 |                |                           |           |
| Đắk R'La    | Huyện Đắk Mil       |                 |                |                           |           |
| Đắk R'măng  | Huyện Đắk Glong     |                 |                |                           |           |
| Đắk R'Moan  | Thành phố Gia Nghĩa | 49,56           |                |                           |           |
| Đắk R'Tih   | Huyện Tuy Đức       |                 |                |                           |           |
| Đắk Ru      | Huyện Đắk R'lấp     |                 |                |                           |           |
| Đắk Sắk     | Huyện Đắk Mil       |                 |                |                           |           |
| Đắk Sin     | Huyện Đắk R'lấp     |                 |                |                           |           |
| Đắk Som     | Huyện Đắk Glong     |                 |                |                           |           |
| Đắk Sôr     | Huyện Krông Nô      |                 |                |                           |           |
| Đắk Wer     | Huyện Đắk R'lấp     |                 |                |                           |           |
| Đắk Wil     | Huyện Cư Jút        |                 |                |                           |           |
| Đức Mạnh    | Huyện Đắk Mil       |                 |                |                           |           |
| Đức Minh    | Huyện Đắk Mil       |                 |                |                           |           |
| Đức Xuyên   | Huyện Krông Nô      |                 |                |                           |           |
| Ea Pô       | Huyện Cư Jút        |                 |                |                           |           |
| Hưng Bình   | Huyện Đắk R'lấp     |                 |                |                           |           |
| Kiến Thành  | Huyện Đắk R'lấp     |                 |                |                           |           |
| Long Sơn    | Huyện Đắk Mil       |                 |                |                           |           |
| Nam Bình    | Huyện Đắk Song      |                 |                |                           |           |
| Nam Dong    | Huyện Cư Jút        |                 |                |                           |           |
| Nam Đà      | Huyện Krông Nô      |                 |                |                           |           |
| Nam Xuân    | Huyện Krông Nô      |                 |                |                           |           |
| Nâm N'Đir   | Huyện Krông Nô      |                 |                |                           |           |
| Nâm N'Jang  | Huyện Đắk Song      |                 |                |                           |           |
| Nâm Nung    | Huyện Krông Nô      |                 |                |                           |           |
| Nghĩa Thắng | Huyện Đắk R'lấp     |                 |                |                           |           |
| Nhân Cơ     | Huyện Đắk R'lấp     |                 |                |                           |           |
| Nhân Đạo    | Huyện Đắk R'lấp     |                 |                |                           |           |
| Quảng Hòa   | Huyện Đắk Glong     |                 |                |                           |           |
| Quảng Khê   | Huyện Đắk Glong     |                 |                |                           |           |
| Quảng Phú   | Huyện Krông Nô      |                 |                |                           |           |
| Quảng Sơn   | Huyện Đắk Glong     |                 |                |                           |           |
| Quảng Tâm   | Huyện Tuy Đức       |                 |                |                           |           |
| Quảng Tân   | Huyện Tuy Đức       |                 |                |                           |           |
| Quảng Tín   | Huyện Đắk R'lấp     |                 |                |                           |           |
| Quảng Trực  | Huyện Tuy Đức       |                 |                |                           |           |
| Tâm Thắng   | Huyện Cư Jút        |                 |                |                           |           |
| Tân Thành   | Huyện Krông Nô      |                 |                |                           |           |
| Thuận An    | Huyện Đắk Mil       |                 |                |                           |           |
| Thuận Hà    | Huyện Đắk Song      |                 |                |                           |           |
| Thuận Hạnh  | Huyện Đắk Song      |                 |                |                           |           |
| Trúc Sơn    | Huyện Cư Jút        |                 |                |                           |           |
| Trường Xuân | Huyện Đắk Song      |                 |                |                           |           |